# Oliver Le Neve
 (janvier 2022).
La mise en forme du texte ne suit pas les recommandations de Wikipédia : il faut le « wikifier ».
Les points d'amélioration suivants sont les cas les plus fréquents :
- Les titres sont pré-formatés par le logiciel. Ils ne sont ni en capitales, ni en gras.
- Le texte ne doit pas être écrit en capitales (les noms de famille non plus), ni en gras, ni en italique, ni en « petit »…
- Le gras n'est utilisé que pour surligner le titre de l'article dans l'introduction, une seule fois.
- L'italique est rarement utilisé : mots en langue étrangère, titres d'œuvres, noms de bateaux, etc.
- Les citations ne sont pas en italique mais en corps de texte normal. Elles sont entourées par des guillemets français : « et ».
- Les listes à puces sont à éviter, des paragraphes rédigés étant largement préférés. Les tableaux sont à réserver à la présentation de données structurées (résultats, etc.).
- Les appels de note de bas de page (petits chiffres en exposant, introduits par l'outil «  Source ») sont à placer entre la fin de phrase et le point final[comme ça].
- Les liens internes (vers d'autres articles de Wikipédia) sont à choisir avec parcimonie. Créez des liens vers des articles approfondissant le sujet. Les termes génériques sans rapport avec le sujet sont à éviter, ainsi que les répétitions de liens vers un même terme.
- Les liens externes sont à placer uniquement dans une section « Liens externes », à la fin de l'article. Ces liens sont à choisir avec parcimonie suivant les règles définies. Si un lien sert de source à l'article, son insertion dans le texte est à faire par les notes de bas de page.
- La présentation des références doit suivre les conventions bibliographiques. Il est recommandé d'utiliser les modèles {{Ouvrage}}, {{Chapitre}}, {{Article}}, {{Lien web}} et/ou {{Bibliographie}}. Le mode d'édition visuel peut mettre en forme automatiquement les références.
- Insérer une infobox (cadre d'informations à droite) n'est pas obligatoire pour parachever la mise en page.

Pour une aide détaillée, merci de consulter Aide:Wikification.
Si vous pensez que ces points ont été résolus, vous pouvez retirer ce bandeau et améliorer la mise en forme d'un autre article.
 (janvier 2022).
Le contenu est difficilement compréhensible vu les erreurs de traduction, qui sont peut-être dues à l'utilisation d'un logiciel de traduction automatique.
Oliver Le Neve (1662 – 23 novembre 1711) est un écuyer de campagne de Norfolk et un sportif propriétaire terrien qui a vécu la majeure partie de sa vie à Witchingham Hall à Great Witchingham, Norfolk, Angleterre, et est important pour son duel mortel de 1698 avec Sir Henry Hobart de Blickling Hall, le dernier duel enregistré s'est déroulé à Norfolk.

## Début de la vie
Oliver Le Neve est né en 1662 de Francis Le Neve (décédé en 1681), drapier et tapissier londonien à Cornhill, et d'Avice, sa femme, qui était la fille du marchand de la ville Peter Wright. Francis Le Neve, qui a peut-être été amené à Londres par son parent de Norfolk, William Le Neve, possédait une modeste quantité de propriétés, d'entrepôts et de magasins à Londres. Oliver Le Neve avait un frère aîné, Peter, qui devint antiquaire, élu président de l'Antiquarian Society en 1687, et devint héraut du Norroy King of Arms,,. La famille immédiate de Le Neve est originaire de Norfolk, la famille ancestrale y datant au moins du début du XVe siècle, en particulier à Ringland ; son grand-père Firmian Le Neve a été le premier de Ringland connu à vivre à Londres,,.
Un demi-cousin plus âgé de Le Neve, également appelé Oliver Le Neve (c.1600 - 1678) de Great Witchingham, qui avait été papetier à Londres, a tout légué en 1674 à son homonyme de 10 ans, laissant le frère Peter comme récipiendaire du legs si Oliver décédait sans héritier mâle. [1] Le règlement a laissé Le Neve riche et propriétaire de Witchingham Hall, ses revenus étant augmentés par le loyer de ses propriétés à Londres. Le Neve a été envoyé à Hart Hall à Oxford en 1679-1680, et plus tard dans la vie est devenu un magistrat local et capitaine de la milice locale,.

## Mariage et Witchingham Hall

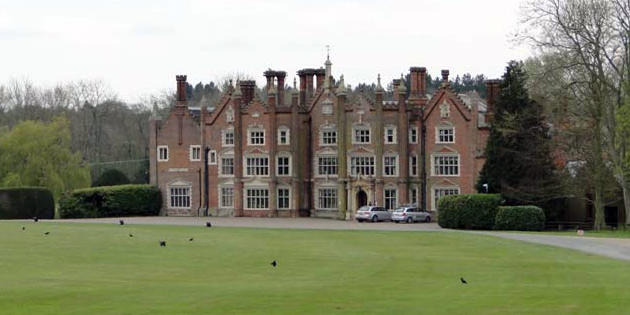
Great Witchingham Hall

En 1684, Le Neve épousa Anne Gawdy (1656 - 1696), qui appartenait à une autre famille de noblesse du Norfolk à West Harling, généralement composée d'avocats et de députés. Anne Gawdy était la petite-fille de Sir William Gawdy (1612-1669), qui était député au Parlement cavalier et qui avait acheté son titre de baronnet en 1663. Anne mourut en 1696 après avoir produit deux garçons, dont l'un mourut en 1689 en bas âge, et trois filles. Le Neve était un ami fidèle de Bassingbourne, le frère d'Anne, jusqu'à sa mort de la variole . Il rénove et replante des jardins à Witchingham Hall, avec des plantes, notamment des fruits, qu'il achète à des contacts locaux, ou à Londres et transporte via le port de Great Yarmouth depuis la Tamise,. Il a expédié des achats supplémentaires à Londres à la demande personnelle de la famille Gawdy, en particulier du matériel de peinture pour le peintre et frère de Bassingbourne, John Gawdy, qui a succédé à la baronnie Gawdy en tant que 2e baronnet.
Le Neve est devenu un centre populaire et social pour les jeunes écuyers conservateurs, les fils des cavaliers de la guerre civile, avec Witchingham Hall devenant un centre d'hospitalité conviviale et d'animosité envers les Whigs au pouvoir et la cour. Les passe-temps que lui et ses amis favorisaient étaient la chasse au beagle, le tir, la pêche et les courses de chevaux à Newmarket. Grâce à ceux-ci, il se lie d'amitié avec John (Jack) Millecent, un écuyer débauché de Linton, Cambridgeshire, dont la famille partage également une animosité mutuelle avec leurs Whigs locaux. En 1694, Millecent avait persuadé Le Neve d'élever et de garder sa propre meute de beagles, vendue par Millecent qui déclara plus tard qu'elle était "la meilleure meute de beagles d'Angleterre". La réputation grandissante de la meute de Le Neve en 1697 incita Sir Horatio Pettus Bt. pour mendier un chien de chasse, l'un des nombreux vendus aux membres de la noblesse de Norfolk. En 1707, après avoir chassé le lièvre et le renard dans le Norfolk, l'Essex et le Surrey, Le Neve vendit sa meute, pour en acheter une autre peu après,.
Le Neve était un collectionneur de vers grivois écrits par son cercle d'amis de Witchingham Hall qu'il a édités et rassemblés dans un recueil in-folio, et qui est aujourd'hui conservé par la Chetham's Library à Manchester. Certains couplets étaient de Le Neve lui-même, avec des titres tels que "Madame comme les vainqueurs quand ils ont quitté le champ", "Dis-moi lecher insipide maintenant la marée" et "Quand Lydia tu auras le cou et les bras roses".
Après la mort d'Anne, l'épouse de Le Neve, Millecent a promu un match avec Jane Knyvet (née en 1670), désignée comme l'une des "Darsham Ladies" de Suffolk, et la quatrième fille de Sir John Knyvet d' Ashwellthorpe; Le Neve l'a épousée en 1698,,.

## Élection et animosité
Le Neve était fréquemment en désaccord et méprisé par la haute noblesse de Norfolk qui avait tendance à être des whigs et des partisans de Guillaume III. Un affront particulier plus tôt était l'attitude condescendante de Thomas Browne d' Elsing Hall sur les antécédents familiaux de Le Neve de 22 ans,.
Cette animosité atteignit son paroxysme lors de l' année électorale de 1698. Sir Henry Hobart, Membre du Parlement de Blickling Hall, était "le chef incontesté des Norfolk Whigs", et un opérateur influent du patronage whig du gouvernement, de la fonction publique et des faveurs du comté, faisant partie d'un régime corrompu perçu qui excluait Le Neve et ses collègues conservateurs. L'élection a cependant été un tournant pour Hobart, un député en exercice. Trois candidats se disputaient deux postes: Sir Henry (Whig), Sir William Cooke (Tory) et Sir Jacob Astley (Whig). Hobart a perdu après avoir dépensé une somme considérable pour assurer son siège. Dans l'atmosphère exacerbée entourant l'élection, des rumeurs circulaient sur Hobart, en particulier concernant ses dettes et ses créanciers croissants, et une selon laquelle Le Neve disait que Hobart était un lâche, surtout en 1689-90 lorsqu'il était Gentleman of the Horse pour William III tandis que campagne en Irlande, et c'est cette mauvaise réputation qui lui a coûté l'élection. Le Neve a nié l'accusation. Hobart, qui croyait que Le Neve avait joué un rôle déterminant dans sa défaite, l'a publiquement accusé d'avoir répandu la rumeur — ceci sur la place du marché de Reepham en l'absence de Le Neve — et que la seule raison pour laquelle il l'a niée était qu'il avait trop peur de se battre. Le Neve a écrit à Hobart affirmant à nouveau son innocence, mais offrant de donner satisfaction à quiconque avait répandu la rumeur, disant que si Hobart ne pouvait pas prouver le nom du coupable, il supposerait que c'était "Blickling" (code pour Hobart lui-même) qui était générant cette querelle, et qu'il le rencontrerait à son choix. Rendez-vous était pris pour le duel,.

## Duel et conséquences
Les duels avaient été tacitement présumés illégaux depuis un édit de 1614 de James I er, mais on fermait souvent les yeux. Cependant, des poursuites pour duel étaient une possibilité, surtout si aucun second ou témoin n'était présent pour assurer le fair-play. Adam Nicolson dans son livre Gentry: Six Hundred Years of a Peculiarly English Class suppose que malgré cela, la raison pour laquelle Hobart et Le Neve ont refusé les seconds était à l'inverse d'éviter tout témoin pour d'éventuelles poursuites. Certaines sources suggèrent qu'une jeune servante a été témoin du duel depuis les buissons voisins;  des sources fiables ne le mentionnent pas ou, si elles le font, le traitent comme du folklore,.
Le duel eut lieu à Cawston Heath le 20 août 1698. Les deux hommes sont montés de leurs sièges respectifs : Hobart de Blickling 4 milles (6 km) au nord-est, et Le Neve de Witchingham à 4 milles au sud-ouest. Pendant le duel, le gaucher Le Neve a apparemment été touché au bras et a répondu par une poussée au ventre. Hobart, mortellement blessé, retourna à Blickling Hall, mourut le lendemain et fut enterré dans le caveau de la famille Blickling,,.

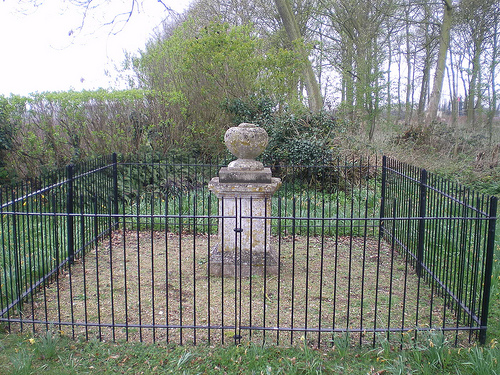
Mémorial du duel à Cawston

Narcissus Luttrell, chroniqueur parlementaire, a entendu dire que Le Neve "avait été blessé au bras et que Sir Henry avait heurté le ventre". L'antiquaire John Nichols en 1812 a déclaré que Le Neve n'avait pas été frappé car le coup d'épée de Hobart avait été pris dans un capot. résistant. Adam Nicolson pense que ces récits en disent plus sur les attitudes de classe à l'égard des différences d'origines des deux hommes : la rapière de l'élégante maîtrise de l'épée de la grande noblesse dans sa parure visant le bras et s'emmêlant dans le tissu grossier de la petite noblesse, qui répond par un coup de poignard dans le ventre. Cependant, Nicolson est sceptique, estimant qu'en tant que capitaine de milice, Le Neve serait plus qu'habile dans l'utilisation raffinée de l'épée et, par une journée d'août peut-être chaude, préférerait ne pas être encombré par un pardessus.
Le Neve a décidé de s'échapper de la région, préoccupé par les répercussions du meurtre d'un Whig d'un rang aussi élevé. Une récompense de 500 £ pour la capture a été offerte par Lady Hobart. La milice armée de Norfolk était à sa recherche, certains fouillant la maison Gawdy à West Harling. De Londres, Le Neve est parti pour Rotterdam, bien que retournant parfois incognito à Londres, où il a failli être capturé. Il est resté en contact avec sa famille et ses amis qui ont offert des conseils pour éviter la capture et ont fourni des comestibles de Norfolk, il a renvoyé des marchandises de Hollande. Au cours de ses voyages et à Rotterdam, il a adopté les pseudonymes de 'Davyes', 'Captain Janszen' et 'Mr Browne, le coutelier d'épées'. Il reçut la visite de sa femme Jane en 1699. En Est-Anglie, Le Neve était un héros et un martyr pour les Tories, tandis que les Whigs voulaient qu'il soit interdit s'il ne revenait pas pour être jugé. Ses amis ont essayé d'organiser un shérif et un jury qui seraient, à leur avis, honnêtes et responsables. Il est revenu et a été jugé aux Assizes de Thetford en 1700, a été déclaré non coupable et est retourné à Witchingham. Après la mort de Jane en 1704 et son enterrement à l'église St Mary, Jack Millecent est de nouveau devenu entremetteur pour Le Neve. Il obtint un autre mariage le 31 juillet 1707 avec Elizabeth (née en 1678), fille de son ami Robert Sheffield qui était le petit-fils du Earl of Mulgrave; elle était l'une des deux sœurs Sheffield éligibles présentées par Millecent. Trois mois plus tard, Elizabeth mourut,,.
Après le duel, Lady Hobart a érigé un socle en pierre commémorative avec une urne sur le site. Aujourd'hui, le socle est une structure classée Grade II,,,.

## Décès
Oliver Le Neve mourut le 23 novembre 1711 à West Harling et fut enterré avec sa première épouse Anne Gawdy à Great Witchingham. Comme ses fils sont décédés avant lui, sa succession passa à son frère aîné Peter jusqu'à sa mort en 1729, qui dans son testament avait l'intention de transmettre la succession à ses trois nièces, les filles de Le Neve. Cependant, après des batailles juridiques, avec des accusations de conflit d'intérêts par les Le Neves, la succession a été reprise par réversion du testament par les fiduciaires d'un John Norris, dont le grand-père, un avocat de Norwich du même nom, avait agi en tant que fiduciaire pour le jeune Olivier Le Nève. Les trois filles de Le Neve sont expulsées du domaine,,.Ces trois filles survivantes d'Anne Gawdy — Isabella, Anne et Henrietta — hérité du domaine Gawdy à West Harling et ont érigé un monument mural en marbre du chœur à leurs parents dans l'église St Mary à Great Witchingham. L'inscription du monument se lit comme suit:
"Sous la terre, près de cette pierre, se trouve la poussière d'Oliver le Neve Esq, décédé dans cette paroisse, l'un des juges de paix et capitaine d'une compagnie de fantassins de la milice de ce comté, deuxième fils de Frances le Neve, citoyen et drapier de Londres, et d'Avice, sa femme, fille de Peter Wright, sœur et héritière de Peter Wright, marchand de Londres. et héritier de Peter Wright de Londres Marchand il est mort le 23e jour de Novembre Anno Domino 1711 et a été enterré le 26 du même mois laissant derrière lui par sa première épouse Anne seule fille de Sir John Gaudy de West Herling dans ce comté Baronet (qui repose à ses côtés) trois filles et cohéritiers Isabella Anne et Henrietta. héritiers Isabella Anne et Henrietta Le Neve qui a causé ce mémorial à être mis en place Comme aussi ce qui reste de Elizabeth sa deuxième femme fille et cohéritier expectant de Robert Sheffield de Kensington dans Middlesex Esq petit-fils de Edmund Earl of Mulgrave depuis longtemps décédé elle est morte soudainement le 8ème jour de Novembre 1707 sans enfant et a été enterré ici le 12ème jour du même mois.
Tam Math quam Mercurio" [Autant un homme de guerre que de commerce]